# Quercus viminea
Quercus viminea är en bokväxtart som beskrevs av William Trelease. Quercus viminea ingår i släktet ekar, och familjen bokväxter. Inga underarter finns listade i Catalogue of Life.